# Роллінг (Вісконсин)
Роллінг (англ. Rolling) — місто (англ. town) в США, в окрузі Ланґлейд штату Вісконсин. Населення — 1432 особи (2020).

## Демографія
Згідно з переписом 2010 року, у місті мешкали 1504 особи в 576 домогосподарствах у складі 454 родин. Було 623 помешкання
Расовий склад населення:
| - 96,6 % — білих - 1,1 % — корінних американців - 0,1 % — азіатів |

До двох чи більше рас належало 1,7 %. Частка іспаномовних становила 0,7 % від усіх жителів.
За віковим діапазоном населення розподілялося таким чином: 23,5 % — особи молодші 18 років, 62,0 % — особи у віці 18—64 років, 14,5 % — особи у віці 65 років та старші. Медіана віку мешканця становила 43,7 року. На 100 осіб жіночої статі у місті припадало 108,6 чоловіків;  на 100 жінок у віці від 18 років та старших — 104,3 чоловіків також старших 18 років.
Середній дохід на одне домашнє господарство  становив 75 663 долари США (медіана — 70 435), а середній дохід на одну сім'ю — 84 287 доларів (медіана — 74 632). Медіана доходів становила 46 932 долари для чоловіків та 42 500 доларів для жінок. За межею бідності перебувало 11,5 % осіб, у тому числі 17,3 % дітей у віці до 18 років та 4,2 % осіб у віці 65 років та старших.
Цивільне працевлаштоване населення становило 773 особи. Основні галузі зайнятості: освіта, охорона здоров'я та соціальна допомога — 24,6 %, виробництво — 11,1 %, будівництво — 10,5 %.